# PlanetSport
PlanetSport je bio sportski televizijski program koji je počeo emitirati svoj program 1. srpnja 2018. godine.
Program se emitirao preko operatera A1 i B.net, putem IPTV i satelita. Cijeli paket sastoji se od pet televizijskih kanala, od kojih su dva bila stalna, a tri isključivo za emitiranje UEFA-ine Lige prvaka.
Svih pet kanala emitirali su se hrvatskom jeziku, a najvažniji sadržaj kanala je prijenos utakmica UEFA-ine Lige prvaka. 
Završetkom UEFA Lige prvaka, od 1. srpnja 2021. godine, kanali PlanetSport se gase, a A1 Hrvatska ponudu zamjenjuje kanalima ArenaSport 7-10.

## Sadržaj športskih prijenosa
| sport            | Natjecanje            | Opis                                      |
| ---------------- | --------------------- | ----------------------------------------- |
| nogomet          | UEFA Liga prvaka      | prijenos do pet utakmica u jednom terminu |
| hokej            | DFL liga              | odabrane utakmice                         |
| nogomet          | Socca 2018            | odabrane utakmice                         |
| baseball         | Major League Baseball | odabrane utakmice                         |
| američki nogomet | NCAA Football         | odabrane utakmice                         |

## UEFA Liga prvaka na PlanetSportu
UEFA Liga prvaka je ekskluzivni sadržaj koji PlanetSport nudio svojim gledateljima. A1 Hrvatska otkupila je prava prijenosa za sezone od 2018./19. do sezone 2020./21. Riječ je bilo o 120 utakmica uživo koje su se tijekom sezone emitirale u HD kvaliteti, a PlanetSport imao je pravo na sve utakmice uživo utorkom i sve utakmice uživo srijedom (osim jedne koju prvo odabire javna televizija). Prijenosi utakmica uživo započela su u kolovozu s posljednjom kvalifikacijskom rundom za UEFA Liga prvaka, a nastavljale su se s prijenosima grupne te knockout faze. U okviru ugovora, A1 je otkupio i prava na arhivske utakmice Lige prvaka, a osim arhive, bio je nositelj prava i za otprilike 200 sati dodatnog sadržaja Lige prvaka poput sažetaka, magazina i sl.
Voditelj studijske emisije bio je Joško Jeličić uz stalnog gosta Stipu Pletikosu i tjednog gosta iz svijeta domaćeg nogometa.

## Vanjske poveznice
- Službene stranice kanala PlanetSport  Arhivirana inačica izvorne stranice od 6. studenoga 2018. (Wayback Machine)
- TV raspored kanala PlanetSport  Arhivirana inačica izvorne stranice od 6. studenoga 2018. (Wayback Machine)